# Infrastructure naturelle
La notion d'infrastructure naturelle et très proche de celles de corridor biologique, de réseau écologique, d'infrastructure écologique ou d'infrastructure éco-paysagère.
Elle invite à distinguer :
- les fonctions remplies par les milieux essentiels qui constituent les infrastructures naturelles, qui découlent de leurs caractéristiques biogéographiques et fonctionnelles ;
- les valeurs ou services  gratuitement rendus par les infrastructures naturelles (ex : ressources agricoles, halieutiques, cynégétique, pharmacologiques, économiques et socio-culturelles, régulation climatique, hydrologiques et sanitaire, fourniture d'oxygène, épuration et cycle de l'eau, etc.

Comme son nom l'indique, elle évoque des structures, intégrées dans le paysage, et ayant une utilité fonctionnelle cruciale ou vitale, qui sont le produit de processus naturels. Elle sous-entend que - de la même manière que l'homme a besoin d'autoroutes, de routes, canaux, égouts, voies ferrées, réseaux hertziens, électriques et gaziers ou internet qui sont autant d'infrastructures artificielles construites - les espèces au sein des écosystèmes ont besoin d'infrastructures naturelles pour se nourrir, se déplacer, se reproduire et évoluer. Ces infrastructures (réseaux de zones humides et réseaux de forêts en particulier), lorsqu'elles fournissent des services aussi vitaux que la production de nourriture, d'eau et d'air respirable, sont jugées au moins aussi importantes pour la gestion et l’aménagement du territoire que des équipements civils, et elles doivent être restaurées et préservées.
La notion d'infrastructure naturelle a été introduite dans le vocabulaire administratif français en 1994 par le Rapport d’évaluation sur les politiques publiques en matière de zones humides, écrit par le Préfet Paul Bernard après une évaluation menée de 1992 à 1994 qui a conclu que 50 % environ des zones humides françaises avaient disparu en 30 ans, en dépit de leur valeur inestimable au regard des services qu'elles rendaient, et en grande partie à cause des politiques publiques.